# 1-я гвардейская пехотная дивизия (Болгария)
1-я гвардейская пехотная дивизия (болг. Първа гвардейска пехотна дивизия) — пехотное воинское формирование болгарской армии, участвовавшее во Второй мировой войне на стороне антигитлеровской коалиции с сентября 1944 года.

## История
1-я гвардейская пехотная дивизия была образована 9 сентября 1944 года. Она формировалась в районах городов Брезник, Радомир и Дупница. Костяк дивизии составляли добровольцы и разные участники движения Сопротивления: члены партизанского движения, деятели Болгарской коммунистической партии, политзаключённые, ятаки и добровольные помощники. Дивизия вошла в состав 1-й болгарской армии, которой командовал генерал-лейтенант Владимир Стойчев.
В командный состав дивизии, её полков и подразделений вошли командиры партизанских частей, получившие соответствующие офицерские звания. Командиром дивизии должен был стать генерал-майор Славчо Трынский, но в связи с ранением, полученным ещё до формирования дивизии, её возглавил генерал-майор Димитр Попов, а его помощником был назначен полковник Здравко Георгиев. Начальником штаба дивизии был капитан Эмануил Карамфилов.

## Структура
Первоначальная численность дивизии составляла 3815 добровольцев. В состав дивизии входили:
- 1-й гвардейский пехотный полк[болг.] (Брезник) — полковник Денчо Знеполский[болг.]
- 2-й гвардейский пехотный полк[болг.] (Радомир) — полковник Славчо Радомирский[болг.]
- 3-й гвардейский пехотный полк[болг.] (Дупница) — полковник Васил Демиревский[болг.]
- 1-й гвардейский артиллерийский полк[болг.]
- Дивизионные части
  - Подразделение связи и сапёрно-штурмовой отряд (София)
  - Батарея ПВО и конный эскадрон (Ямбол)
  - Интендантская автотранспортная рота (Сливен)
  - Санитарный и ветеринарный госпиталь (Сливен)
  - Транспортный взвод (Шумен)

Оружие, боеприпасы, снаряжение и униформу для 1-й гвардейской пехотной дивизии раздобыли из запасов расформированного 1-го оккупационного корпуса.
Дивизия также входила в состав 2-й армии и участвовала в Нишской операции, которая длилась с 8 по 18 октября 1944 года. С 16 октября дивизия участвовала в Страцинско-Кумановской операции, вела бои за местечки Власотинци, Сурдолица, Бояново, Ястребец и Куманово. Потеряла 154 человека убитыми и 387 ранеными.
Общая численность личного состава насчитывала 7025 солдат и офицеров. В конце 1944 года дивизия была расформирована в связи с завершением первой фазы участия Болгарии во Второй мировой на стороне антигитлеровской коалиции. Демобилизация состоялась в январе 1945 года.

## Командиры
- Генерал-майор Славчо Трынский (номинально)
- Генерал-майор Димитр Попов[болг.] (с сентября 1944)